# Горай (гміна)
Гміна Ґорай (пол. Gmina Goraj) — місько-сільська гміна у східній Польщі. Належить до Білґорайського повіту Люблінського воєводства.
Станом на 31 грудня 2011 у гміні проживало 4323 особи.
Статус з сільської на місько-сільську змінено 1 січня 2021 року.

## Площа
Згідно з даними за 2007 рік площа гміни становила 67.63 км², у тому числі:
- орні землі: 76.00%
- ліси: 19.00%

Таким чином, площа гміни становить 4.03% площі повіту.

## Населення
Станом на 31 грудня 2011:
| Опис     | Загалом | Загалом | Чоловіки | Чоловіки | Жінки | Жінки |
| -------- | ------- | ------- | -------- | -------- | ----- | ----- |
| одиниця  | осіб    | %       | осіб     | %        | осіб  | %     |
| все      | 4323    | 100     | 2153     | 49.80    | 2170  | 50.20 |
| міське   | 0       | 100     | 0        |          | 0     |       |
| сільське | 4323    | 100     | 2153     | 49.80    | 2170  | 50.20 |

## Сусідні гміни
Гміна Ґорай межує з такими гмінами: Хшанув, Дзволя, Фрамполь, Радечниця, Туробін.